# Atilano Rodríguez Martínez
Atilano Rodríguez Martínez (ur. 25 października 1946 w San Julián de Arbas) – hiszpański duchowny katolicki, biskup Sigüenzy-Guadalajary w latach 2011-2023. 

## Życiorys
Święcenia kapłańskie otrzymał 15 sierpnia 1970 i został inkardynowany do archidiecezji Oviedo. Po trzyletnim stażu duszpasterskim został wychowawcą w niższym seminarium w Oviedo. W 1977 został sekretarzem arcybiskupa Saragossy i pracował na tym stanowisku przez piętnaście lat. W 1992 powrócił do macierzystej diecezji i został duszpasterzem w Gijon.

### Episkopat
5 stycznia 1996 papież Jan Paweł II mianował go biskupem pomocniczym archidiecezji Oviedo, ze stolicą tytularną Horaea. Sakry biskupiej udzielił mu 18 lutego 1996 ówczesny arcybiskup Oviedo - Gabino Díaz Merchán.
26 lutego 2003 został mianowany biskupem ordynariuszem diecezji Ciudad Rodrigo. Ingres odbył 6 kwietnia 2003. Prekonizowany 2 lutego 2011 biskupem Sigüenzy-Guadalajary, urząd objął 3 kwietnia 2011.
31 października 2023 papież Franciszek przyjął jego rezygnację z urzędu biskupa Sigüenzy-Guadalajary. 